# Billy Elliott
Pour l’article ayant un titre homophone, voir Billy Elliot.
William Henry Elliott, connu sous le diminutif de Billy Elliott, est un footballeur et un entraîneur anglais, né le 20 mars 1925 à Bradford, et mort le 21 janvier 2008 à Sunderland à l'âge de 82 ans.

## Carrière sportive

### Carrière de joueur
Billy Elliot a commencé sa carrière de joueur en 1939 en tant qu'amateur à Bradford Park Avenue avant d'y passer professionnel en mars 1942. Pendant cette période, il a marqué 21 buts en 176 matchs pour Bradford avant d'être transféré en août 1951 à Burnley pour une somme de 23 000 £. Le 18 mai 1952, il fait ses débuts en équipe nationale dans un match opposant l'Angleterre à l'Italie à Florence (score final 1-1), puis une semaine plus tard contre l'Autriche à Vienne (score final 3-2). Il jouera la saison suivante contre l'Ireland du Nord, le Pays de Galles ainsi que la Belgique.
En juin 1953, après 14 buts en 74 matchs pour Burnley il est transféré à Sunderland pour un montant de 26 000 £. Il y restera six ans durant lesquels il disputera 212 matchs et marquera 26 buts. En juin 1959 il sera transféré pour la dernière fois à Wisbech Town.

### Carrière d’entraîneur
Billy Elliot a été manager pour la Libye de 1961 à 1963 puis retourna au Royaume-Uni en tant qu'observateur pour Sheffield Wednesday. En 1964 il ira en Allemagne où il entraînera une équipe de l'armée américaine avant d'être nommé en juin 1966 manager du club belge Daring FC. En janvier 1968, il quitte le Darling pour retourner à Sunderland en tant qu’entraîneur. Il officiera en 1972 pour quatre matchs en tant que manager par intérim après le licenciement d'Alan Brown, il demeurera membre de l’équipe d’entraîneur sous la direction du nouveau manager Bob Stokoe jusqu'en juin 1973 date à laquelle Sunderland remporta la FA cup.
Il entraîna le club norvégien de Brann entre 1974 et 1978 puis retourna en tant que manager à Sunderland en décembre 1978. Il y restera jusqu'à la fin de la saison guidant presque Sunderland vers la promotion puis le conseil décida qu'ils voulaient un homme plus jeune à ce poste et le licencia au profit de l’entraîneur Ken Knighton. En juin 1979 il remplaça le manager de Darlington avant de prendre sa retraite en juin 1983.  